# جوديث بيرمان
جوديث بيرمان (بالإنجليزية: Judith Berman)‏ (1958)؛عالمة الإنسان وروائية أمريكية.